# 朱红唐纳雀
朱红唐纳雀（学名：Calochaetes coccineus），是雀形目唐纳雀科的一种鸟类，属于单型的朱红唐纳雀属（学名：Calochaetes）。
朱红唐纳雀体重约46.4克，翼长约95.2毫米，喙宽度约6.1毫米，喙厚度约8.3毫米，嘴峰长约18.5毫米，跗蹠长约20.7毫米，尾长约58.8毫米。
朱红唐纳雀是留鸟，栖息在森林，它们是杂食性动物，主要以昆虫、蜘蛛等陆生无脊椎动物为食。它们分布在哥伦比亚东南部至厄瓜多尔和秘鲁东部。